# Вионье
Вионье́ (Вьонье; фр. Viognier) — сорт винограда из французской долины Роны (аппелласьон Кондриё), используемый для изготовления белых вин. Все вина Кондриё производятся только из этого винограда.
В середине 1960-х годов практически перестал возделываться, однако благодаря способности давать мощное, насыщенное вино со сложной ароматической палитрой постепенно вновь вошёл в моду. Помимо Франции, теперь возделывается в Австралии, Южной Африке, США, на севере Италии, в Крыму.

## Описание сорта
Лист средний, округлый, пятилопастный. Черешковая выемка открытая, стрельчатая. Цветок обоеполый. Гроздь некрупная, цилиндрическая или усечённоконическая, плотная. Ягода некрупная, округлая или слегка яйцевидная, янтарно-белая, с лёгким мускатным ароматом.
На родине, во Франции, вионье созревает обычно к концу сентября. Кислотность при полном созревании невысокая.

## Вина
Вина из винограда вионье изменяются в зависимости от региона возделывания от похожих на рислинг до близких к шардоне. Вионье лучше подходит для изготовления молодых вин, не подвергающихся выдержке.
Из вионье изготавливают моносортовые вина, но он хорошо проявляет себя и в купажах с другими сортами. При соблюдении технологии сортовые вина приобретают нежные персиковые, абрикосовые или грушевые ноты с лёгкой мускатностью; иногда им присуща цветочно-медовая сладость.